# モンゴルのヒップホップ
モンゴルのヒップホップは、モンゴルにおけるヒップホップ文化、およびポピュラー音楽の1ジャンルを指す。本記事では、モンゴルと民族や言語において関連している内モンゴル自治区やブリヤート共和国のヒップホップについても記述する。

## 社会背景
モンゴルは1924年以降、モンゴル人民共和国として社会主義政権が続いていた。ソビエト連邦のペレストロイカの影響で1989年に民主化運動が起き、1990年の自由選挙が実現した。1991年のソビエト連邦の崩壊にともなって1992年にモンゴル国に改称し、市場経済化を進めた。冷戦によって規制されていた西側諸国のポピュラー音楽も、民主化によって普及した。
1997年に居住地の移動が自由になると都市部への人口移動が起き、首都ウランバートルには2018年時点で総人口300万人のうち半数近い149万人が住むようになった。2020年時点で遊牧生活をする者は人口の10パーセント未満となった。集合住宅で暮らす都市部の住民と、周辺で暮らす流入者の間では対立も起きた。
2000年代以降に鉱山開発が活発になり、モンゴル経済における巨大産業となった。2010年以降は鉱業を中心に経済成長が進んだが、教育の程度によって就業に差ができた。また、市場経済化によって牧畜民の間でも所得格差が起きた。
ウランバートルの住民の多くは、ゲル地区と通称されるスプロール化した居住地で生活している。ゲル地区には電気以外のインフラはなく、暖房に使う石炭は大気汚染をもたらしている。経済格差や高い失業率、環境汚染などの社会問題を抱えるゲル地区はモンゴル社会の縮図でもあり、のちにヒップホップが隆盛する場所になった。

## 歴史

### 1990年代
国外の音楽に早くから関心を持ったのは留学できた裕福な者たちで、初期のアーティストには留学組の子女が多い。モンゴル初のヒップホップDJであるDJ OGは幼少期をヨーロッパで暮らし、1989年にカセットやCDでアフリカ・バンバータやグランドマスター・フラッシュなどアメリカのヒップホップアーティストを知ったと語っている。モンゴル初のビートメイカーであるアナル・ビーツは、留学した従兄弟が持っているヒップホップのカセットを聴いたことがきっかけだった。
社会主義末期に使われなくなった施設にオーディオ機材を持ち込んだのが、ディスコの始まりといわれる。ビフタスカ（国際見本市会館）では数千人が踊ったこともあった。やがてダンスグループが生まれ、1994年に本格的なディスコ「ハリウッド」がオープンした。
1995年にFMラジオとケーブルテレビが開始され、MTVをはじめとする欧米のポップスを視聴できるようになった。1996年にはDJがターンテーブルを使うクラブ「モトロック」、1997年には初のヒップホップ系の大型クラブ「TOP10」がオープンした。
ヒップホップ・ミュージックの始まりは、1990年代中期にモンゴルにいたジェイソン・ガリバーという通称の人物がきっかけとされている。ジェイソンはモンゴルの人々にヒップホップ・ミュージックの作り方を教え、モンゴル最初期のグループとされるダイン・バ・エンヘとLumino（ルミノ）はジェイソンから教わった。
1999年にはクラブ「TOP 10」にヒップホップのグループが集まり、アメリカのラッパー2Pacを冠した「トゥーパック・シャクールの日」というイベントが開催された。1500人の観客の前で3時間のステージが繰り広げられ、モンゴルでのヒップホップの浸透を象徴する出来事となった。

### 2000年代
2000年代の前半は、Luminoが開拓したラブソングのラップが流行した。初期の曲は、他地域のヒップホップから流用した内容が多かった。ただし当時はサンプラーがなかったため、シンセサイザーで原曲を再現する形で制作された。公民館にあたる文化クラブと呼ばれる建物でディスコやクラブが急増し、2007年時点で900以上になった。FMラジオ番組やウェブの掲示板でのラップバトルからプロデビューする者も現れるようになった。
民主化以降のモンゴルの社会問題を反映した曲も作られ続けた。政治家や官僚の汚職を批判するポリティカルな曲や、行政と結託して「援助侵略（tuslamjiin turemgiilel）」とも呼ばれる開発を行なう外国人を攻撃する曲、鉱山開発による環境汚染を告発する曲なども作られた。2000年代後半から、民族音楽とヒップホップを融合させた曲が作られるようになった。

### 2010年代以降
2011年には中国の内モンゴル自治区のラッパーとの共演が始まった。こうした音楽の共有や交流を可能としたのは、動画共有サービスの影響があった。YouTubeにモンゴルのアーティストのPVがアップロードされると、内モンゴルで中国のYoukuに変換して視聴されるようになった。2010年代にはブリヤート人のアーティストの曲がYouTubeにアップロードされるようになり、モンゴルのアーティストとのコラボレーションが始まった。ブリヤート人の曲にはブリヤート語とモンゴル語の字幕がともに付けられている。
2010年代後半にはジャンルが増え、トラップ系、チルアウト系、ジャズ系などが作られた。2018年には、エスニック・ヒップホップの大規模プロジェクトとしてTOONOT（トーノト）が発表された。TOONOTは「ゲルの天窓の下で暮らす者たち」を意味する。モンゴル、中国、ロシアのモンゴル民族のラッパーが集合し、『ラクダの隊商』という民謡をもとにしてラップをつなぐ構成になっており、馬頭琴、オルティンドー、チベット仏教のチャムの踊りなどが取り入れられている。
モンゴルのヒップホップは国外からの関心も呼んでいる。2012年にはベンジ・ビンクス監督によるドキュメンタリー映画『モンゴリアン・ブリング』が公開された。『モンゴリアン・ブリング』の登場人物はBIG Gee、Quiza（クイザ）、Gennie（ジェニー）、エンフタイワン（MCIT）の4人のアーティストが中心となっている。2019年にはBBCラジオが『The Politics of Mongolian HipHop』を放送した。2020年には写真家アレックス・デ・モラがラッパーたちの写真集『Straight Outta Ulaanbaatar』を出版した。

## 特徴

### 地理的特徴
モンゴルでは夏をすぎると夜は氷点下となり、真冬にはマイナス30度以下になる。街路がいわゆるストリートとして機能するのは夏に限られており、屋外で集まってラップをするサイファーは普及せず、ディスコやクラブなど屋内活動が中心となった。
屋内を中心とするため、携帯電話でラップバトルをするFMラジオ番組「マイクロフォン・ティング」や、テキストでラップバトルをするウェブの掲示板「Asuult Battle」などもあった。掲示板のバトルはリリックを作り込んで競うもので、即興性よりも完成度が重視された。2010年代にスマートフォンが普及するとネット上でフリースタイル・バトル文化が始まり、国外留学中にバトルで優勝してプロデビューすることも可能になった。モンゴルは人口の制約によってCDの売り上げが少ないため、YouTubeにPVをアップロードしてライブに集客するビジネスモデルになっている。
ウランバートルでは、比較的裕福な都会派と貧しいゲル地区派のラッパーがしばしば対立する。貧富の格差の他に、生活習慣の違いも原因となっている。ゲル地区派はモンゴル語を重視し、都会派は英語を多用する。ゲル地区派はライムにおいて伝統的な頭韻を重視し、都会派は脚韻を重視する。こうした対立は、初期の2つのグループの違いに由来している（後述）。
広義のモンゴル民族は中国の内モンゴル自治区や新疆ウイグル自治区、ロシアのブリヤート共和国にも住んでいる。モンゴルのヒップホップは国外のモンゴル系民族も聴いており、コラボレーションが行われている。

### 言語的特徴
モンゴル語は子音が二重や三重になる語が多く、母音が圧縮されて子音が重なりやすい点が英語に似ている。このためラップがパーカッシブになりやすく、ラップに向いているとされる。英語では音節頭に子音連続があるのに対して、モンゴル語では音節末に子音連続がある。文末で子音が圧縮される傾向にあるため脚韻は踏みにくい。

### 伝統文化との関係
モンゴルには、語り部が物語を暗誦する口承文芸の伝統がある。語り部は馬頭琴などの楽器を使いつつ、長い場合は数時間から数日にわたって物語を伝える。物語の内容は覚えやすいように頭韻がよく使われ、その形式は古代のテュルク系民族にさかのぼるとも言われる。社会主義時代に口承文芸の収集が行われ、多くの作品が活字化された。近代詩においても韻が踏まれており、近代モンゴル文学の父と呼ばれるダシドルジーン・ナツァグドルジや、体制批判をして反逆の詩人と呼ばれたレンチニー・チョイノムらの作品は、1990年代のラッパーたちの曲に使われた。チョイノムはヒップホッパーのヒーローとしてグラフィティにも描かれている。
モンゴルの口承文芸では、勝負も行われる。たとえばデンベー（dembee）と呼ばれる数字の朗誦をする指遊びや、ダイラルツァー（dairaltsaa）と呼ばれる子供の掛け合い歌などがある。モンゴルにフリースタイルのラップバトルが入ってきた当初は、ラップ・デンベーとも呼ばれ、モンゴル文化の枠組みの中で理解が進んだ。このように口承文芸の伝統が現代まで継承されており、公教育でも取り入れられている点から、モンゴル文化はヒップホップとの親和性があると認識されている。
伝統音楽との共演も多く、馬頭琴、ホーミー、横笛のリンべ（モンゴル語: лимбэ）などが取り入れられている。MCビーツが書いたモンゴル語のヒップホップ概説本『The Secret of Rap』（2011年）には、ホーミーとヒューマンビートボックスの類似についても書かれている。モンゴルではシャーマンが急増しており、ラッパーにはシャーマンになる者もいる。シャーマンは精霊たちの声として現代の物語も表現しており、ラップとの親和性がある。

### 社会的影響
ヒップホップ系ファッションは、1990年代から2000年代にかけて自由と豊かさの象徴になった。ヒップホップ系に見られる幅広のパンツ、バスケットシューズ、ジャージなどは当時のモンゴルにおいては高価だった。
2000年の総選挙において、立候補者を応援するショーにヒップホップのアーティストが参加するようになった。2004年の総選挙では新聞でもヒップホップ・アーティストの選挙ショー参加が報道され、社会的な影響力が大きくなっていった。

## アーティスト

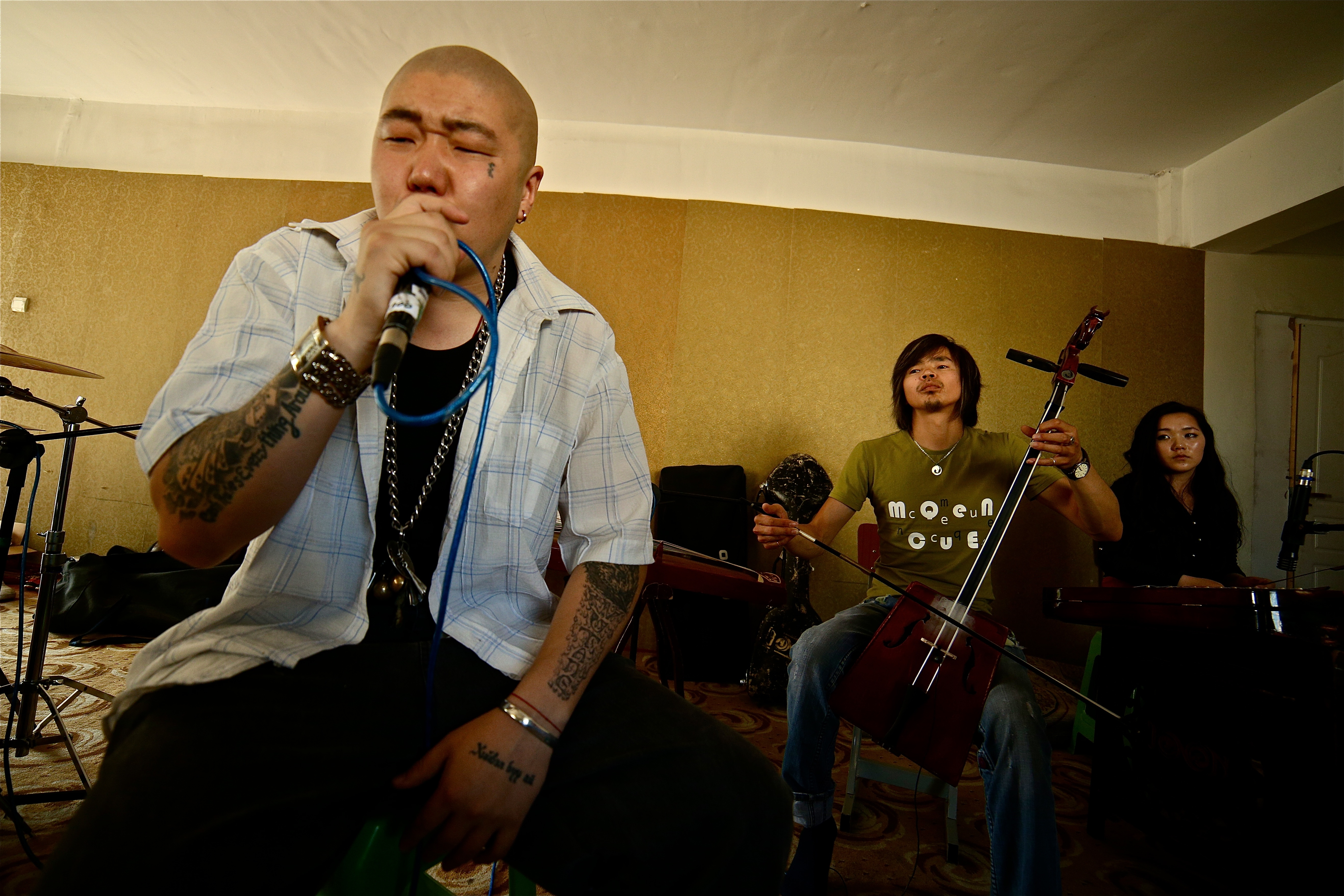
ラッパーのBIG Gee。モンゴルのラップ・ミュージックは民族楽器を取り入れることも多い。

ヒップホップのラップを確立した最初期のグループは、ダイン・バ・エンヘとLuminoだとされている。ダイン・バ・エンヘのメンバーはウランバートルのゲル地区出身者で、そのラップは社会批判を中心とした。Luminoは高層ビルに住む裕福な家庭の出身者で、ラブソングなどのラップが中心となった。2つのグループの違いはその後のシーンに影響し、非エリート出身者の系統と、裕福な都会派の系統に分かれ、時には「ディスりあう」関係となった。
ダイン・バ・エンヘはゲル地区の闇市に出入りしていたMC Aav（MC アーヴ）とMCIT（エムスィーット）の2人が中核で、MCITはヒップホップの要素であるラップ、ブレイクダンス、グラフィティ、DJの普及を進めた。またMCITはモンゴル初のビートメイカーや女性ラッパーたちを見出したプロデューサーでもあったが、2012年に急死した。ダイン・バ・エンヘからは、のちにホヨル・フーというユニットが分かれて結成された。韻踏みが巧みなMekh ZakhQ（メヘ・ザハクィ）は、MCITの最後の弟子にあたる。
LuminoのメンバーだったQuizaはソロアルバムの『ヒーモリン・サン』で高度な韻踏みの技法をみせ、2015年のモンゴル名曲100選では唯一ヒップホップから選ばれた。Quizaは同アルバムで馬頭琴やホーミーと共演してモンゴル初のエスニック・ヒップホップもみせた。
2000年代初頭に登場したICE TOPは新興住宅地の出身で、もとは1996年に16名の少年が作ったダンスグループだった。ポリティカルな人気曲にかぎらず恋愛や友情など幅広い作風でLuminoと人気を二分した。2000年代中盤に登場したTATAR（タタール）は映画『ラスト・エンペラー』の劇中曲をリミックスしたデビュー曲『他人に敬意を示せ』がヒットし、ラブソング系で人気を呼んでLuminoの後継的な位置にある。

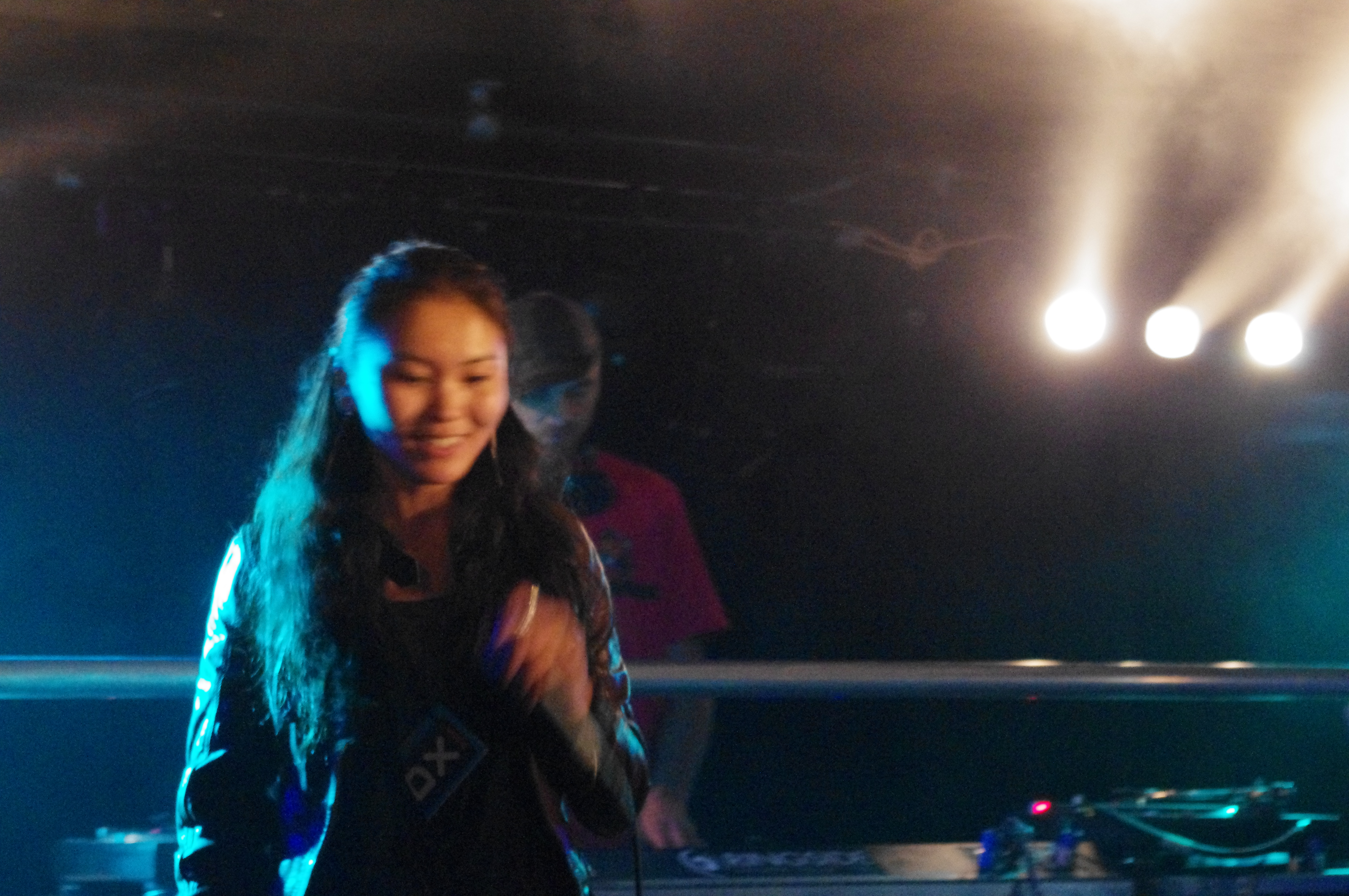
ラッパーのジェニー。モンゴル初のプロの女性ラッパーでもある。

モンゴルでは女性の社会的地位が高く、遊牧文化に由来するとされる。最初期の女性ラッパーであるジェニーが15歳で作ったデビュー曲は、選挙の前後で変化する政治家の態度を批判した内容だった。ジェニーの曲における女性像はスマートさや毅然さが強調され、それ以後の女性ラッパーに影響を与えている。ジェニー以降の女性ラッパーには、素顔を明かさないスタイルでブランド嗜好への風刺や自立をラップするMrs M、オンラインバトル優勝者でありチルホップ系が得意なNMN（エネムエヌ）、高速ラップに長けたAKOなどがいる。
ウランバートルへの流入者の増大でゲル地区が拡大して貧富の拡大が進む中、ゲル地区で暮らしていたBIG GeeとDesant（デサント）はギャングスタ・セルヴィスを結成し、Desantは初めてゲル地区をゲットーと呼ぶ曲を作った。BIG Geeは社会問題や苦境をラップし続け、モンゴルで最も著名なラッパーとなった。ゲル地区のラッパーの拠点であるレーベルにTOONOTレコーズがあり、TOONOT所属のThunderZ（タンデルZ）はラップ・デンベーで頭角を現した。ThunderZはポリティカルな面とコミカルな面の両方で好評を呼び、DVに反対する曲も発表している。
内モンゴルで著名なアーティストとして、プアーマン、オンツォグ・グロス、パルチザンらがいる。内モンゴルでのヒップホップの活動は政府当局との緊張関係にあり、コンテストの主催者から中国語ラップを求められた経験を持つ者もいる。ブリヤートでは、ラッパーのアリハン・ゼー（Alihan Dze）と歌手のサリョーナ（Saryuna）のコンビが有名である。アリハン・ゼーは2018年に内モンゴルでのライブを計画したが、直前になって中国当局から内モンゴル入国を拒否されている。